# Andrzeiowskia
Andrzeiowskia, monotipski biljni rod iz porodice krstašica (Brassicaceae) raširen od Grčke do zapadnog Kavkaza Jedina vrsta je jednogodišnja biljka A. cardamine. Plod joj je lokulicidna kapsula (čahura)
Rod je opisan 1837.

## Sinonimi
- Macroceratium Rchb.
- Andreoskia cardamine (Rchb.) Boiss.
- Andrzeiowskya cardaminefolia (DC.) Thell.
- Andrzeiowskya cardaminifolia (DC.) Prantl, Engl. & Prantl
- Lepidium cornutum d’Urv.
- Macroceratium cornutum (d’Urv.) Kuntze
- Notoceras cardaminefolium DC.